# Nana Konadu
Nana Konadu est un boxeur ghanéen né le 15 février 1964 à Sunyani.

## Carrière
Champion d'Afrique des poids mouches en 1986 et 1988, il s'empare du titre de champion du monde des poids super-mouches WBC le 7 novembre 1989 après sa victoire contre Gilberto Roman. Battu dès le combat suivant par Moon Sung-kil le 20 janvier 1990 ainsi que lors de la revanche, Konadu poursuit sa carrière en poids coqs et remporte la ceinture WBA aux dépens de Veeraphol Sahaprom le 28 janvier 1996. Il perd cette ceinture dès le combat suivant contre Daorung Chuvatana le 27 octobre 1996 ; gagne le combat revanche le 21 juin 1997 puis perd définitivement le titre WBA le 5 décembre 1998 contre Johnny Tapia. Il se retire des rings en 2001 sur un bilan de 41 victoires, 5 défaites et 1 match nul.

## Référence
1. ↑  (en) Steve Muchoki vs. Nana Yaw Konadu (boxrec.com)